# Міністерство розвитку периферії, Негеву та Галілеї
Міністерство розвитку периферії, Негеву та Галілеї (івр. הַמִּשְׂרָד לְפִּיתּוּחַ הַפֶּרִיפֶרְיָה, הַנֶּגֶב וְהַגָּלִיל) — урядова установа виконавчої влади Ізраїлю, яка відповідає за питання розвитку периферії, Негеву та Галілеї. Створене у 2005 році.

## Керівництво
З 29 грудня 2022 року Міністерство розвитку периферії, Негеву та Галілеї очолив Іцхак Васерлауф.